# Зюлфю Ливанели
Зюлфю Ливанели (на турски: Ömer Zülfü Livaneli, Йомер Зюлфю Ливанели) е един от най-известните съвременни турски писатели. Роден е на 20 юни 1946 г. в град Ългън, вилает Кония. Изявява се и като певец, композитор и режисьор. Автор на няколко романа, както и на музиката на над тридесет филма.
Произведенията му са преведени на много езици.
През 70-те години е принуден да емигрира по политически причини. До завръщането си в Турция през 1984 г. живее в Стокхолм, Париж и Атина.
Зюлфю Ливанели, авторът на романа „Щастие“, е в България, за да представи новата си книга „Серенада“. Писателят е сред най-популярните интелектуалци в Турция. Роден е през 1946 г. в град Ългън, Източна Турция. След преврата от 1971 г. е принуден да емигрира и живее в Швеция, Франция и Гърция. Връща се в Турция в средата на 80-те и става една от най-влиятелните личности в културния и политическия живот на страната, наричан „турският Боб Дилън“. От 1996 година писателят е посланик на добра воля на ЮНЕСКО.
Композиторът Ливанели създава над триста песни, които му носят огромно признание и популярност. Музикалното му творчество включва и музика за тридесет филма, една рапсодия и един балет. Носител е на много музикални награди, сред които Наградата за най-добър композитор на песенния фестивал Сан Ремо 1999 г. На филмовия фестивал „Златен портокал“ в Анталия на два пъти получава наградата за най-добра филмова музика, а през 2000 г. е удостоен с наградата за цялостен принос. Автор е на музиката към филма „Път“, спечелил „Златна палма“ на фестивала в Кан през 1982 г. През 1999 г. записва своята „Рапсодия на новото време“ с Лондонския симфоничен оркестър. През същата година участва в концерта на хилядолетието в Париж под диригентството на Зубин Мета. Музикалните му произведения са издавани в много европейски страни и в Съединените щати. През годините изнася десетки концерти в Турция и чужбина, като печели голяма известност в Гърция, Германия и Холандия. Работи със звезди, като най-дългогодишно е сътрудничеството му с гръцките певци Микис Теодоракис и Мария Фарандури. Легендарен е концертът му в Анкара през 1997 г., събрал половин милион души. През 2010 г. участва в концерта на групата U2 в Истанбул. Продължава да изнася концерти, като често напомня, че не е певец, а композитор, който изпълнява песните си.
Режисьорът Ливанели е режисьор на четири филма, сред които с най-много награди е „Мъгла“, който му носи и отличието за най-добър режисьор на фестивала във Валенсия през 1988 г. Филмът му „Желязна земя, медно небе“, в който работи заедно с продуцента Вим Вендерс, получава наградата за най-добър чуждестранен филм на фестивала в Сан Себастиан през 1987 г.
Писателят Литературно творчество на Ливанели е в различни жанрове – разкази, романи, пиеси, публицистика. Писателският му дебют е през 1978 г. със сборник разкази. Първият му роман „Евнухът от Константинопол“ излиза през 1996 г. и му донася Балканската литературна награда. С най-много преводи в чужбина е романът му „Щастие“ (2002 г.), издаден и в България. Този роман вдъхновява и създаването на филм, станал емблематичен за съвременното турско кино. Романът „Последният остров“ донася на Ливанели най-престижната литературна награда в Турция на името на Орхан Кемал. През 2007 г. най-голямата книжарска верига в света „Барнс енд Нобъл“ му присъжда наградата си за откриване на нов голям писател. С излизането си през 2011 г. романът „Серенада“ предизвиква огромен читателски интерес и тиражът му достига 200 хиляди. Вече излезе германското издание на „Серенада“, а само седмица след премиерата ѝ в България, книгата ще се появи и на гръцкия книжен пазар.
Политикът Наричан „турският Боб Дилън“, Ливанели е значителна фигура в обществения живот на Турция. През 1986 г. заедно с Микис Теодоракис основава Комитет за турско-гръцко приятелство. Същата година участва във форум на творци, организиран от Чингиз Айтматов, където се среща и с Горбачов. Това познанство продължава много години и ражда книгата „Разговори с Горбачов за революцията“. През 1994 г. Ливанели е кандидат за кмет на Истанбул. През 1995 г. подема кампания срещу насилието по телевизията и получава подкрепа чрез подписка, обединила 400 хиляди души. От 2002 до 2006 г. е депутат в турския парламент. Привърженик на идеите за демократична, справедлива и толерантна държава, Ливанели участва в авторитетни международни форуми, конференции и инициативи. Изнася лекции в университетите „Харвард“ и „Принстън“. От 1996 година Ливанели е Посланик на добра воля на ЮНЕСКО.